# 趙護
趙護（?—?），战国時期赵国的军事人物，在赵武灵王属下。
前325年（周顯王四十四年、齊威王三十二年、赵武灵王元年、魏惠王后十年、韩宣惠王八年），赵国与魏国、齐国作战。趙護被魏国击败。同时赵将韓舉败于齐将田盼，齐国占领平邑、新城，韓舉被俘，死于桑丘。